# 하장초등학교 토산분교
하장초등학교 토산분교는 대한민국 강원특별자치도 삼척시 하장면 토산리 225에 있었던 공립 초등학교이다.

## 연혁
- 1953. 3. 25 갈전국민학교 토산분교 설립인가
- 1964. 12. 21 토산국민학교로 승격
- 1986. 3. 1 갈전국민학교에서 토산분교장으로 격하
- 1999. 9. 1 하장초등학교 분교로 편입
- 2002. 3. 1 학생수 감소로 폐교